# NGC 3665
NGC 3665 ist eine linsenförmige Radiogalaxie vom Hubble-Typ S0 im Sternbild Großer Bär am Nordsternhimmel. Sie ist schätzungsweise 93 Millionen Lichtjahre von der Milchstraße entfernt und hat einen Durchmesser von etwa 115.000 Lichtjahren.

Gemeinsam mit NGC 3648, NGC 3652, NGC 3658, PGC 35039, PGC 35080 und PGC 35124 bildet sie die NGC 3665-Galaxiengruppe.
Die Typ-Ia-Supernova SN 2002hl wurde hier beobachtet.
Das Objekt wurde am 23. März 1789 vom deutsch-britischen Astronomen William Herschel entdeckt.

## NGC 3665-Gruppe (LGG 236)
| Galaxie   | Alternativname | Entfernung/Mio. Lj |
| --------- | -------------- | ------------------ |
| NGC 3665  | PGC 35064      | 93                 |
| NGC 3648  | PGC 34908      | 89                 |
| NGC 3652  | PGC 34917      | 89                 |
| NGC 3658  | PGC 35003      | 92                 |
| PGC 35039 | UGC 6416       | 87                 |
| PGC 35080 | UGC 6428       | 90                 |
| PGC 35124 | UGC 6433       | 95                 |